# شیمزی
شیمزی (به آلمانی: Chiemsee (municipality)) یک شهر در آلمان است که در روزنهایم واقع شده‌است.

## خصوصیات
شیمزی ۲٫۵۷ کیلومترمربع مساحت دارد ۵۲۳ متر بالاتر از سطح دریا واقع شده‌است.